# Pygopleurus pseudomedius
Pygopleurus pseudomedius är en skalbaggsart som beskrevs av Miksic 1964. Pygopleurus pseudomedius ingår i släktet Pygopleurus och familjen Glaphyridae. Inga underarter finns listade i Catalogue of Life.